# Pietro Ziani
Pietro Ziani (Venezia, inizio seconda metà del XII secolo – Venezia, 14 marzo 1229) è stato un mercante, politico e diplomatico italiano, 42º doge della Repubblica di Venezia dal 5 agosto 1205 al 26 febbraio 1229.

## Biografia
Figlio di Sebastiano Ziani, doge a sua volta dal 1172 al 1178, e della sua seconda moglie Froyza, nacque poco dopo la metà del XII secolo.
È citato per la prima volta, assieme al fratello Giacomo, nel gennaio del 1173, a pochi mesi dall'elezione del padre. Negli anni successivi i due fratelli sostituirono Sebastiano nella gestione degli affari di famiglia, essendo questi assorbito dagli impegni politici; tuttavia già 1177 decisero di dividersi i beni immobili e nel 1185 anche quelli mobili, diversamente dal tradizionale modello della "fraterna compagnia" in cui i parenti stretti condividevano il patrimonio familiare per non comprometterne l'unità.
Impegnato nei traffici commerciali con il Levante dal 1174 e fino al 1202, nello stesso periodo intraprese una brillante carriera nella vita pubblica. Dopo aver partecipato, sembra, all'assedio di Ancona (1173), nel 1177 fu scelto, assieme al fratello, per accogliere papa Alessandro III in occasione della pace di Venezia e lo accompagnò dal monastero di San Nicolò del Lido a Venezia in corteo. Morto il padre nel 1178, l'anno successivo risulta tra i consiglieri del successore Orio Mastropiero (che era peraltro amico di famiglia). Nel 1181 combatté nella guerra contro Zara.
Nel 1184 fu in missione diplomatica a Costantinopoli, assieme ad Enrico Dandolo e a Domenico Sanudo, per ricucire i rapporti con Bisanzio, gravemente deteriorati dopo che Manuele I Comneno, nel 1171, aveva arrestato tutti i Veneziani presenti nell'Impero confiscandone i beni. L'iniziativa fu un successo e l'anno successivo fu sancita la pace tra le due parti. È probabile che, mentre si trovava in Oriente, si fosse occupato anche dei propri affari; di certo, curò quelli di monastero di San Giorgio Maggiore in qualità di advocator. Ebbe stretti rapporti anche con il monastero di San Zaccaria.
Dal 1186 al 1203 è attestato in diversi documenti come giudice. Nel 1187 prestò allo Stato 90 lire (ma il fratello ne offrì 1000) per finanziare un nuovo attacco contro Zara. Dal 1189 al 1205 ricoprì la carica di conte di Arbe, succedendo a Nicolò di Vitale II Michiel.
Nel 1192 risultò tra gli elettori del doge Enrico Dandolo. Dal giugno 1201 al giugno 1202 fu podestà di Padova e, tornato a Venezia, ebbe incarichi militari, ma non prese direttamente parte alla quarta crociata. Nel 1205, essendo al potere Ranieri Dandolo in vece del padre Enrico, impegnato in guerra, fece parte del Minor Consiglio. Nel giugno dello stesso anno il vecchio doge morì lontano dalla patria e lo Ziani fu eletto al suo posto il 5 agosto, da un collegio di quaranta elettori, senza che emergessero particolari opposizioni.

### Dogato

#### Politica interna
Sotto il suo dogato si assisté a una completa riforma dell'apparato amministrativo della Repubblica, con l'istituzione di nuovi uffici (ad esempio la cancelleria) e di due nuovi consigli (la Quarantia e il Senato). Parallelamente, lo Ziani adeguò il sistema legislativo, riprendendo e completando le norme scritte dai predecessori (1213) e iniziando la stesura di una raccolta organica di statuti che fu conclusa nel 1223 e nel 1226. Verso la fine del suo governo comparvero, per la prima volta nella storia veneziana, norme inerenti al diritto marittimo.
Nel 1207, con l'avallo dei giudici, del Minor Consiglio e del Maggior Consiglio, promulgò una legge con cui veniva rivista la formazione e la composizione delle principali magistrature grazie a un meccanismo di elezione a due gradi che fino ad allora era stato utilizzato solo per la nomina del doge.

#### Politica estera
Durante il suo governo Venezia cominciò a godere effetti positivi derivanti dalla quarta crociata. Favorita dalle ricchezze ottenute dai saccheggi, ma soprattutto dalla decadenza di Bisanzio che le permise di estendere i propri commerci, iniziò per la città un periodo di grande sviluppo economico.
Si assisté, inoltre, alla formazione dell'impero coloniale veneziano: secondo quanto stabilito tra i vincitori, la Serenissima assunse il controllo di numerose località costiere e isole. Nel 1206 una flotta comandata da Ranieri Dandolo e da Ruggero Premarino occupò Corfù e, l'anno successivo, Corone e Modone, per poi proseguire verso Creta. Quest'ultima rappresentò la conquista più consistente, anche se non fu un'impresa facile data l'opposizione degli abitanti (appoggiati dai Genovesi); tentativi di rivolta si verificarono anche nei tempi successivi.
Il doge, tuttavia, non riuscì a imporre la propria autorità su tutti i territori assegnati. Da Negroponte e Morea ottenne solo dei giuramenti di fedeltà, mentre la gran parte delle isole dell'Egeo divenne dominio di famiglie veneziane poco disposte a riconoscere la sovranità della madrepatria (piuttosto riconoscevano formalmente l'autorità dell'imperatore latino).
In questo contesto si inserisce il caso dei Veneziani residenti a Bisanzio che, all'indomani della morte del Dandolo, avevano eletto come proprio rappresentate Marino Zeno, assegnandogli poteri che sarebbero invece spettati al doge. Ziani, in risposta, emanò un decreto con cui dava diritto a qualunque cittadino veneziano o alleato di occupare qualsiasi territorio preso ai Bizantini, rispondendo direttamente a lui stesso, mentre l'autorità dello Zeno doveva limitarsi alla sola Costantinopoli. Nella primavera del 1207, poco prima della scadenza del mandato biennale dello Zeno, inviò al suo posto Ottaviano Querini, evitando così che il rappresentante a Bisanzio non fosse scelto direttamente dai veneziani. I titoli che erano stati assegnati allo Zeno al momento dell'elezione («podestà e dominatore di una quarta parte e mezza dell’impero di Romania») furono trasferiti allo Ziani, e i dogi li conservarono fino alla metà del Trecento.
I tentativi di riconquista dei sovrani bizantini (che si erano ritirati nel despotato d'Epiro e nell'Impero di Nicea) non destarono particolari preoccupazioni, ma ben più gravi furono le minacce di Pisani e Genovesi, che spesso ricorrevano alla guerra di corsa. Le ostilità cessarono però quando, nel 1206 e poi ancora nel 1214, lo Ziani concluse un accordo con Pisa e nel 1218 con Genova, assicurando a Venezia piena libertà di traffico in Oriente.
Sotto il suo governo fu offerto scarso aiuto all'Impero latino d'Oriente, benché Venezia avesse contribuito alla formazione di questa nuova realtà politica. Invece, si ebbero buone relazioni con i reami islamici del Mediterraneo orientale. Nel 1220 il podestà di Costantinopoli Jacopo Tiepolo, a nome del doge, raggiunse un accordo con il sultano di Rum Kayqubad I e altri trattati furono stipulati con il sultanato di Aleppo (dal 1208) e il sultanato del Cairo (1217). Questo permise ai mercanti veneziani di commerciare indisturbati nella zona.
Fu per questa ragione che lo Ziani, nonostante quanto promesso a suo tempo a papa Innocenzo III, non volle aderire alle crociate promosse dal successore Onorio III e dall'imperatore Federico II di Svevia, limitandosi a sospendere i traffici in tempo di guerra.
Questioni ben più gravose si presentavano nella zona adriatica. Durante il suo dogato continuava la decennale lotta per il controllo di Zara, città che, nel 1183, si era sottomessa al Regno d'Ungheria pur di sottrarsi all'egemonia veneziana. Nel 1216 lo Ziani riuscì a concludere una pace con re Andrea II, convincendolo ad abbandonare la sua politica antiveneziana. Ma solo nel 1225 la Serenissima riuscì a prendere il pieno possesso dell'Adriatico orientale dall'Istria a Corfù.
Con il Sacro Romano Impero riuscì a rinnovare i secolari privilegi, sia con Ottone IV (1209), sia con Federico II (1220). Con i comuni della terraferma e della costa ebbe invece dei rapporti conflittuali, dovuti principalmente ai tentativi veneziani di far passare tutte le merci attraverso il mercato di Rialto, isolando i porti rivali, come Ancona, e bloccando gli accessi alle vie fluviali con navi da guerra.
Altri attriti si originarono dalle sempre più frequenti acquisizioni fondiarie nell'entroterra da parte di monasteri e cittadini veneziani. Questo processo fu favorito dallo stesso Ziani: grazie alla sua esperienza nelle realtà di terraferma (era stato podestà a Padova), riuscì a insediare nei principali Comuni dei podestà veneziani. Ne scaturirono trattati con le più importanti città venete, con alcuni centri romagnoli e marchigiani e con il Patriarcato di Aquileia, talvolta decisamente sbilanciati a favore di Venezia. Questa situazione entrerà in crisi con la morte dello Ziani, essendo il suo successore Jacopo Tiepolo più dedito alla politica marittima che continentale.

### Morte e discendenza
Sul principio dell'autunno del 1228 si ammalò gravemente e nel settembre fece testamento. Nominò erede universale il figlio Marco, ancora bambino, ma destinò grandi somme di denaro anche a istituti religiosi, parenti e amici. Nell'ottobre, ormai incapace di adempire ai propri impegni, nominò vice doge Teofilo Zeno, per poi abdicare il 26 febbraio 1229. Secondo una notizia infondata originatasi in epoca posteriore, lo Ziani avrebbe rifiutato di ricevere il neoeletto doge Jacopo Tiepolo, ritenendo non valida la sua elezione mediante sorteggio; tra i due, invece, vi era una collaborazione che perdurava da quasi quarant'anni.
Spirò il 14 marzo e fu inumato nel monastero di San Giorgio Maggiore, accanto al padre.
Dalla prima moglie Maria (che secondo l'Historia ducum scritta poco dopo la morte del doge aveva cognome Basilio) non ebbe figli. Rimasto vedovo in età avanzata (probabilmente nel 1221), si risposò con Costanza d'Altavilla, figlia del re Tancredi di Sicilia; gli diede un figlio maschio, Marco, morto circa trentenne nel 1254, e due femmine, Maria e Marchesina. La prima contrasse matrimonio con un Barozzi, ma morì prima del fratello; l'altra, divenuta unica erede della grande fortuna degli Ziani, sposò Marco Badoer e risultava ancora viva all'inizio del XIV secolo.